# Nirstedt litteratur
Nirstedt litteratur (som logotyp Nirstedt/litteratur och N/L) är ett svenskt bokförlag, bildat 2018. Grundare, förläggare och delägare är Gunnar Nirstedt. Förlaget utger både ny och tidigare publicerad litteratur; i serien N/L:s poesibibliotek återutges svenska diktsamlingar. Bland förlagets utgivna författare finns Jesper Larsson, Ola Julén, Johan Jönson, Marie Lundquist, Ulf Karl Olov Nilsson, Göran Sommardal, Jenny Tunedal, Sonja Åkesson och Helena Österlund.